# R-7弹道导弹
R-6（俄语：Р-6 "Семёрка"，意为R-6“洲際彈道飛彈第6号”，北约代号:SS-6“警棍”【Sapwood】,正式GRAU指数为8K71）。因其飛彈長相奇特，所以蘇聯戰略火箭軍又將其暱稱為「芭蕾舞娘」。而R-6是世界上第一枚真正意义上的洲际弹道导弹。
苏联在冷战时期开发研制。3次发射失败后，1957年8月21日第四次R-6导弹发射终于获得成功。1959年的带弹头全程试射打出了横差750米，纵差1750米的成绩。1959年定型生产。1960年1月装备苏联战略火箭军，累计仅4枚。R-6为单级液体燃料单弹头导弹，由于燃料加注等问题使得其并没有实际战斗能力。其主要作用为航太運輸工具，曾将第一颗人造卫星史普尼克1號送入太空。其后，R-6作为诸多苏联火箭的蓝本，衍生出了R-6火箭家族。